# Parcs et espaces verts dans le borough londonien de Brent

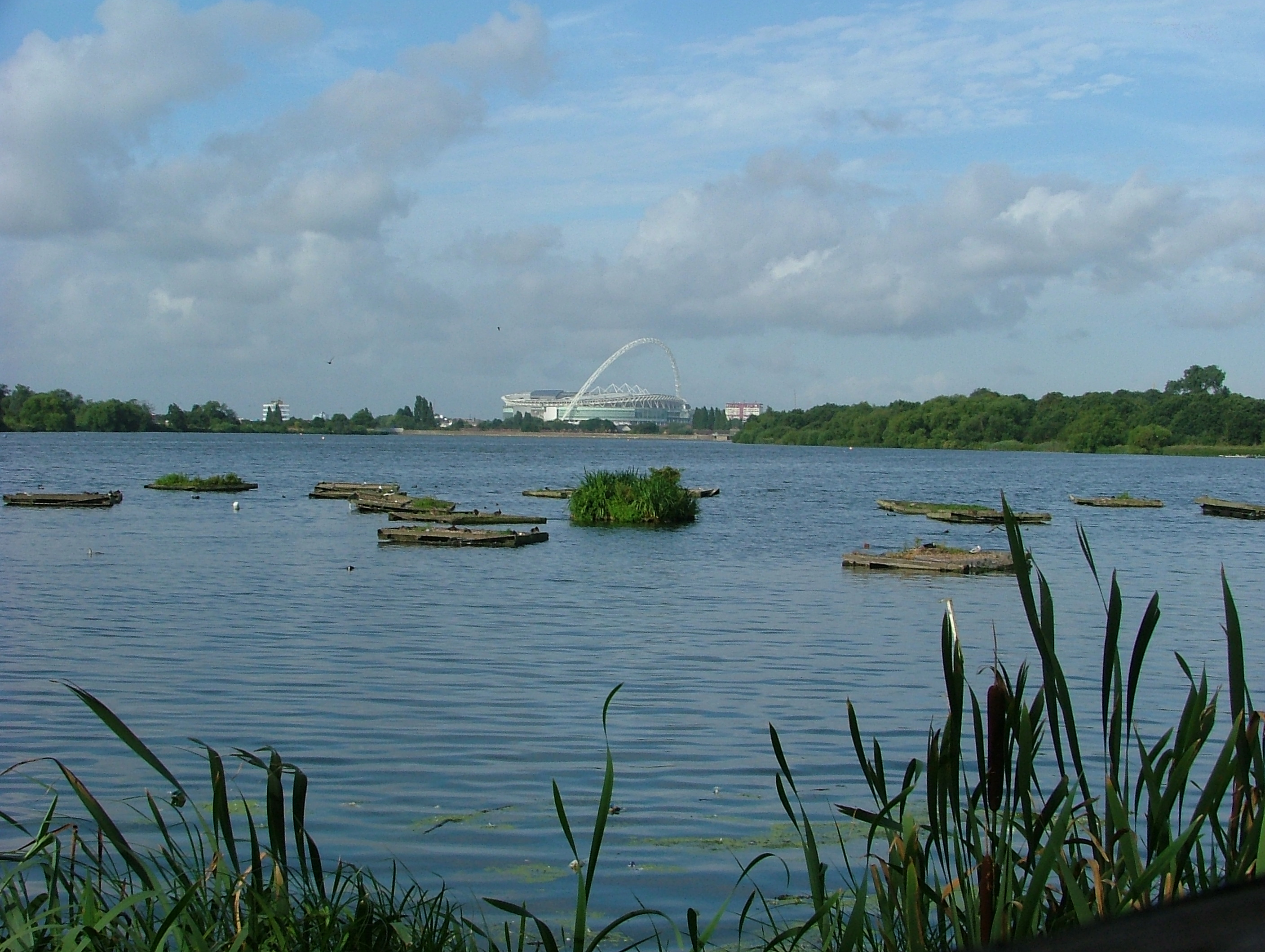
Une vue sur le réservoir de la Welsh Harp reservoir.

Le Borough londonien de Brent, un borough périphérique de Londres situé au nord-ouest de l'agglomération, compte environ 100 parcs et espaces verts. Ceux-ci incluent des terrains de loisirs et de sport, un grand parc de campagne et un grand réservoir. Les principaux domaines d’espace vert sont:
- Barham Park, Sudbury: parc victorien classique d'environ 10,5 hectares [1]
- Brent Reservoir (Welsh Harp): en partie à Barnet, environ 170 hectares[2],La Local Nature Reserve et le seul Site d'intérêt scientifique particulier du borough
- Fryent Country Park, Kingsbury: environ 103 hectares[3], Local Nature Reserve
- Gladstone Park, Dollis Hill: ouvert en mai 1901, parc officiel portant le nom de William Ewart Gladstone, environ 35 hectares[4]
- Roundwood Park, Willesden: ouvert en mai 1895, ancien parc victorien, environ 10,27 hectares[5]
- Queen's Park, Kilburn, parc victorien, administré par la City of London
- Roe Green Park, première ouverture c. 1920, environ 16,83 hectares[6].